# Los Olivos (California)
Los Olivos è un census-designated place della contea di Santa Barbara nello stato della California.
Secondo il censimento del 2010 gli abitanti erano 1 132. A Los Olivos ha inizio la California State Route 154, che raggiunge la città costiera di Santa Barbara. Nei dintorni è situato anche il Neverland Ranch, noto per essere stata la residenza della popstar Michael Jackson.